# Carl Dallago

Carl Dallago (1869–1949), Karikatur von Max von Esterle im Brenner, 1911.

Carl Dallago (* 13. Januar 1869 in Bozen, Österreich-Ungarn; † 18. Januar 1949 in Innsbruck) war österreichischer Schriftsteller, Naturphilosoph und Verfasser von Rezensionen.

## Leben
Dallago stammte aus einer Bozner Kaufmannsfamilie. Nachdem er das väterliche Geschäft verkauft hatte, war er als freier Schriftsteller tätig und arbeitete bei verschiedenen nationalliberalen, antiklerikalen Zeitschriften, u. a. Der Scherer und Tiroler Wastl, sowie der bedeutendsten Tiroler Kulturzeitschrift Der Brenner, die von Ludwig von Ficker eigens für ihn gegründet wurde.
Dallago war ein radikaler Kritiker des Bürgertums, deren Angehörige von ihm als „Philister“ bezeichnet wurden, sowie der Katholischen Kirche und galt als „enfant terrible“ in der Tiroler Literaturszene des beginnenden 20. Jahrhunderts.
Von 1922 bis 1926 lebte er mit seiner Familie in Nago am Gardasee, wo er die Werke Die rote Fahne und Die Diktatur des Wahns verfasste, in denen er Kritik an Mussolinis faschistischem Regime übte.
Ab 1932 in Arzl in Nordtirol beheimatet, war Dallago ein überzeugter Gegner des Nationalsozialismus und näherte sich ideologisch dem Sozialismus an, ohne jedoch jemals parteipolitisch tätig zu werden. Sein Betätigungsfeld blieb die Kunst; so arbeitete er 1932 neben Werner Kraft, Werner von Trott zu Solz, Friedrich Punt und Josef Leitgeb als Beiträger an der von Wilhelm Kütemeyer herausgegebenen Zeitschrift Der Sumpf mit und schrieb ab 1935 für die Zeitschrift Neue Wege.
Dallago beschäftigte sich mit philosophischen Schriften von Pierre Ramus, Laotse und Søren Kierkegaard.
1949 starb er in Innsbruck an einem Schlaganfall. Er liegt auf dem Friedhof in Mühlau, unweit seines Förderers Ludwig von Ficker und seines Freundes Georg Trakl, begraben.

## Werke
- Gedichte. Pierson, Dresden / Leipzig 1900.
- Ein Sommer. Liederreigen. Ebering, Berlin 1901.
- Strömungen. Neue Gedichte. Tiroler Verlag (F. J. Gaßner), Innsbruck 1902.
- Wintertage und Anderes [Prosa]. Dege, Leipzig 1902.
- Spiegelungen. Ein lyrisches Album. Dege, Leipzig 1903.
- Der Süden. Kulturliche Streifzüge eines Einsamen. Dege, Leipzig 1905.
- Erich Tagusen oder Kinder des Lichts. Ein lyrisches Drama in drei Aufzügen. Dege, Leipzig 1905.
- Neuer Frühling. Dege, Leipzig 1906.
- Die Musik der Berge. Künstlerdrama in drei Aufzügen. Dege, Leipzig 1906.
- Geläute der Landschaft. Kulturliche Streifzüge eines Einsamen. Dege, Leipzig 1907.
- Ein Mensch. Roman in Bildern. Juncker, Berlin / Stuttgart / Leipzig 1909.
- Das Buch der Unsicherheiten. Streifzüge eines Einsamen. Xenien-Verlag, Leipzig 1911.
- Philister Brenner-Verlag, Innsbruck 1912.
- Otto Weininger und sein Werk. Brenner-Verlag, Innsbruck 1912.
- Jesus von Nazareth. Betrachtungen eines Einsamen. (Xenien-Bücher 21). Xenien-Verlag, Leipzig 1913.
- Die böse Sieben. Essays. Brenner-Verlag, Innsbruck 1914.
- Ueber eine Schrift Sören Kierkegaard und die Philosophie der Innerlichkeit. Brenner-Verlag, Innsbruck 1914.
- Lao-tse. Zwoelf Sprüche. Die 12, Gruppe revolutionärer Künstler, Berlin 1920er Jahre.
- Laotse. Der Anschluß an das Gesetz oder Der große Anschluß. Versuch einer Wiedergabe des Taoteking. Brenner-Verlag, Innsbruck 1921.
- Der Christ Kierkegaards (1914). Brenner-Verlag, Innsbruck 1922.
- Der große Unwissende. Brenner-Verlag, Innsbruck 1924.
- Die Diktatur des Wahns. Bugra, Wien 1928.
- Das römische Geschwür. Lányi, Wien 1929.
- Nach dreißig Jahren. Rückblick des Nicht-Schriftstellers. Lányi, Wien 1929.
- Mensch und Dasein. Gedichte gesammelt zu seinem Geburtstag von ihm selbst. Lányi, Wien 1930.
- Die katholische Aktion. Wolfgang Jeß, Dresden 1932.